# Lipowiec Kościelny (gmina)
Lipowiec Kościelny (do 1976 gmina Turza Mała) – gmina wiejska w województwie mazowieckim, w powiecie mławskim.
Siedziba władz gminy to Lipowiec Kościelny.
Według danych z 30 czerwca 2004 gminę zamieszkiwały 5144 osoby.

## Historia
Gmina Lipowiec Kościelny powstała 1 lipca 1976 w związku z przemianowaniem gminy Turza Mała na Lipowiec Kościelny i przeniesieniem siedziby jednostki do Lipowca Kościelnego.
W latach 1976–1998 gmina położona była w województwie ciechanowskim. Od 1 stycznia 1999 w województwie mazowieckim, w powiecie mławskim.

## Struktura powierzchni
Według danych z roku 2002 gmina Lipowiec Kościelny ma obszar 114,21 km², w tym:
- użytki rolne: 64%
- użytki leśne: 29%

Gmina stanowi 9,75% powierzchni powiatu.

## Demografia

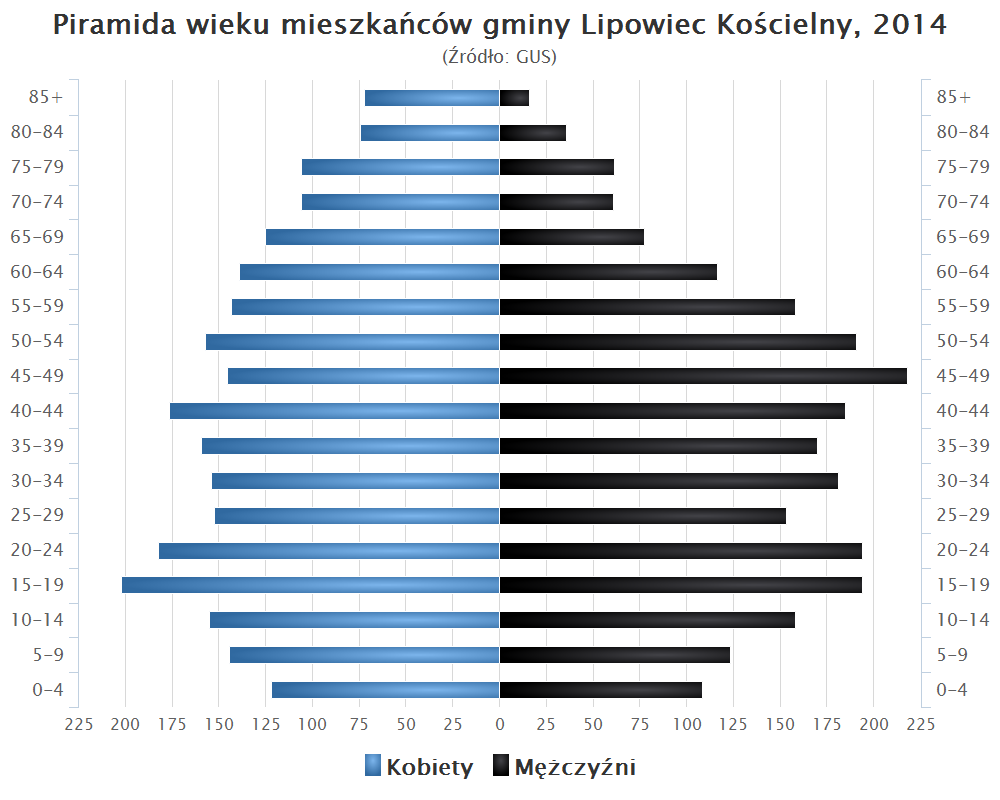
Piramida wieku mieszkańców gminy Lipowiec Kościelny w 2014 roku

Dane z 30 czerwca 2004:
| Opis                              | Ogółem | Ogółem | Kobiety | Kobiety | Mężczyźni | Mężczyźni |
| --------------------------------- | ------ | ------ | ------- | ------- | --------- | --------- |
| jednostka                         | osób   | %      | osób    | %       | osób      | %         |
| populacja                         | 5144   | 100    | 2606    | 50,7    | 2538      | 49,3      |
| gęstość zaludnienia (mieszk./km²) | 45     | 45     | 22,8    | 22,8    | 22,2      | 22,2      |

## Przyroda
Na terenie gminy, w Niegocinie, rośnie najokazalsza w województwie lipa drobnolistna, to drzewo o obwodzie 772 cm (w 2013).

## Sołectwa
Cegielnia Lewicka, Dobra Wola, Józefowo, Kęczewo, Krępa, Lewiczyn, Lipowiec Kościelny, Łomia, Niegocin, Parcele Łomskie, Rumoka, Turza Mała, Turza Wielka, Wola Kęczewska, Zawady
Miejscowości bez statusu sołectwa: Borowe.

## Sąsiednie gminy
Działdowo, Iłowo-Osada, Kuczbork-Osada, Mława, Szreńsk, Wiśniewo